# Chuncheon-Songam-Leports-Town-Stadion
Das Chuncheon-Songam-Leports-Town-Stadion  ist ein Fußballstadion in der südkoreanischen Stadt Chuncheon, Provinz Gangwon-do. Das Stadion wurde nach dem Abriss des alten Chuncheon-Stadions Ende 2008 erbaut. Am 10. Mai 2009 wurde das neue Stadion feierlich eröffnet. Seitdem tragen das Franchise Gangwon FC und seit 2010 Chuncheon FC ihre Heimspiele im Stadion aus. Gangwon FC spielt aktuell (2018) in der K League 1, der höchsten Spielklasse Südkoreas und Chuncheon FC spielt aktuell (2018) in der K3 League Advance, der vierthöchsten Spielklasse Südkoreas.

## Galerie

Gegentribüne
Gangwon-Fanblock